# Dios en el mormonismo
En el mormonismo ortodoxo, el término Dios generalmente se refiere a la versión bíblica de Dios Padre, a quien los Santos de los Últimos Días a veces llaman Elohim, mientras que el de Divinidad (en inglés, Godhead) se refiere a un consejo de tres personas divinas distintas que consisten en Dios Padre, Jesús (Su Hijo primogénito, a quienes los Santos de los Últimos Días a veces llaman Jehová) y el Espíritu Santo. Sin embargo, en la teología de los Santos de los Últimos Días el término Dios también puede referirse, en algunos contextos, a la Divinidad como un todo o a cada miembro por separado. Los Santos de los Últimos Días o «Mormones» creen que el Padre, el Hijo y el Espíritu Santo son tres seres distintos, y que el Padre y Jesús tienen cuerpos físicos perfeccionados y glorificados, mientras que el Espíritu Santo es un espíritu sin cuerpo físico. También creen que hay otros dioses y diosas fuera de la Divinidad, tales como una Madre celestial—que es la esposa de Dios Padre—, y que los Santos de los Últimos Días fieles pueden alcanzar un estatus divino en el más allá. El término Padres Celestiales se usa para referirse colectivamente a la relación entre Padre Celestial y una Madre Celestial. Joseph Smith enseñó que Dios fue un hombre en otro tiempo antes de ser exaltado a la Divinidad.
Esta concepción difiere de la Trinidad cristiana tradicional en varias formas, una de las cuales es que los Santos de los Últimos Días no han adoptado o seguido aceptando la doctrina del credo niceno de que el Padre, el Hijo y el Espíritu Santo son de la misma sustancia o ser Además, la doctrina en la iglesia de Jesucristo de los Santos de los Últimos Días enseña que la inteligencia o espíritu que habita en cada humano es coeterna con Dios. Los mormones usan el término omnipotente para describir a Dios, y lo consideran como el creador: en su perspectiva, es un ser todopoderoso y eterno pero sujeto a la ley natural eterna que gobierna las inteligencias, la justicia y la naturaleza eterna de la materia (es decir, que Dios organizó el mundo pero no lo creó de la nada). La concepción mormona de Dios también difiere sustancialmente de la tradición judía del monoteísmo ético en el que Elohim (אֱלֹהִים) es una concepción completamente diferente.
Esta descripción de Dios representa la ortodoxia mormona, formalizada en 1915 con base en enseñanzas más antiguas. Otras ramas históricas y actualmente existentes del mormonismo han adoptado perspectivas diferentes sobre dios, tales como la doctrina de Adán-Dios o el trinitarismo.

## Concepciones tempranas de los Santos de los Últimos Días

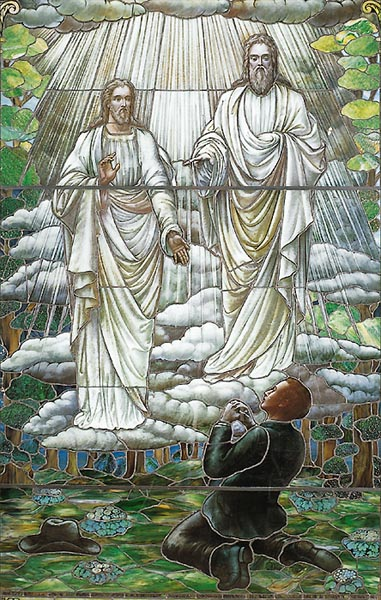
A partir de 1838, Joseph Smith testificó que había visto a dos personas en la primavera de 1820. En 1843, Smith declaró que estas personas, Dios Padre y Jesús, tenían cuerpos separados y tangibles.

La mayoría de los primeros Santos de los Últimos Días provenían de un entorno protestante, creyendo en la doctrina de la Trinidad que se había desarrollado durante los primeros siglos del cristianismo. Antes del año 1835 (aproximadamente), las enseñanzas teológicas de los Santos de los Últimos Días eran similares a esa perspectiva establecida. Sin embargo, las enseñanzas de Joseph Smith sobre la naturaleza de la Divinidad (en inglés, Godhead) se desarrollaron a lo largo de su vida, y de forma más plena en los años previos a su asesinato en 1844. Comenzando como una descripción del Padre, el Hijo y el Espíritu Santo como «Uno» en propósito, Smith enseñó que el Padre y el Hijo eran miembros personales distintos de la Divinidad en 1830. Las enseñanzas públicas de Smith describieron más tarde que el Padre y el Hijo poseían cuerpos físicos distintos, siendo uno con el Espíritu Santo, no en sustancia material sino en espíritu, gloria y propósito.Académicos mormones y no mormones como David L. Paulsen, Richard Bushman, Craig Blombergo Stephen H. Webb han descrito el concepto como trinitarismo social, mientras que Robert M. Bowman Jr. prefiere el de triteísmo o «politeísmo ético».
Los miembros Santos de los Últimos Días ven su concepto de la Divinidad como una restauración de la doctrina cristiana original tal como la enseñaron Cristo y los Apóstoles durante su ministerio terrenal. Con el tiempo, distintos elementos de esta doctrina fueron revelados gradualmente a Smith. Los mormones enseñan que en los siglos posteriores a la muerte de los Apóstoles, las perspectivas sobre la naturaleza de Dios comenzaron a cambiar a medida que los teólogos desarrollaron doctrinas y prácticas, a pesar de no haber sido llamados como profetas designados para recibir revelaciones para la iglesia. Los Santos de los Últimos Días («mormones») consideran que la fuerte influencia de la cultura y filosofía griegas (helenización) durante este período contribuyó a una desviación de la perspectiva judeocristiana tradicional de la idea de un Dios corpóreo a cuya imagen y semejanza se creó la humanidad. Estos teólogos empezaron a definir a Dios en términos de tres personas o hipóstasis, compartiendo una sustancia divina inmaterial u ousía, concepto que algunos afirman que no tiene sustento en las Sagradas Escrituras, sino que reflejaban estrechamente elementos de la filosofía griega como el neoplatonismo. Los mormones o Santos de los Últimos Días creen que el proceso de desarrollo que condujo a la doctrina de la Trinidad la dejó vulnerable a errores humanos, en tanto no se basaba en el patrón establecido por Dios para la revelación continua a través de los profetas.

### Enseñanzas en la década de 1820 y principios de 1830
El Libro de Mormón enseña que Dios Padre, su Hijo Jesucristo y el Espíritu Santo son «uno en propósito», y que Jesús se manifestó con un cuerpo espiritual antes de su nacimiento, y con un cuerpo tangible después de su resurrección. El libro describe al «Espíritu del Señor» en la forma de un hombre y hablando como lo haría un hombre.

Antes del nacimiento de Jesús, el libro lo describe como un espíritu «sin carne ni sangre», con un «cuerpo» espiritual que se veía igual a lo que parecería durante su vida física. Además, Jesús se describió a sí mismo de la siguiente manera: «He aquí, yo soy el que estaba preparado desde la fundación del mundo para redimir a mi pueblo. He aquí, soy Jesucristo. Soy el Padre y el Hijo. En mí toda la humanidad tendrá vida, y eternamente, incluso los que creerán en mi nombre; y se convertirán en mis hijos y mis hijas». En otro pasaje del Libro de Mormón, el profeta Abinadí afirma que,
Quisiera que entendierais que Dios mismo descenderá entre los hijos de los hombres y redimirá a su pueblo. Y porque habita en la carne será llamado Hijo de Dios, y habiendo sometido la carne a la voluntad del Padre, siendo el Padre y el Hijo: el Padre, porque fue concebido por el poder de Dios; y el Hijo, a causa de la carne; convirtiéndose así en el Padre y el Hijo, y son un solo Dios, sí, el mismo Padre Eterno del cielo y de la tierra
Después de que Jesús resucitó y ascendió al cielo, el Libro de Mormón afirma que visitó a un grupo de personas en las Américas, que vieron que tenía un cuerpo resucitado y tangible. Durante su visita, fue anunciado por la voz de Dios Padre, y los presentes sintieron al Espíritu Santo, pero solo se vio al Hijo. Se cita a Jesús diciendo,
Padre, les has dado el Espíritu Santo porque creen en mí; y ves que creen en mí porque los oyes, y me rezan; y me rezan porque estoy con ellos. Y ahora, Padre, te ruego por ellos, y también por todos los que crean en sus palabras, para que crean en mí, para que yo esté en ellos como tú, Padre, estás en mí, para que seamos uno.
El Libro de Mormón declara que Jesús, el Padre y el Espíritu Santo son «uno». La denominación más grande del mormonismo, la Iglesia de Jesucristo de los Santos de los Últimos Días (Iglesia SUD) interpreta esta «unidad» como una unidad metafórica en espíritu, propósito y gloria, en lugar de una unidad física o corporal. Por otro lado, algunas sectas derivadas de la doctrina fundamental de los Santos de los Últimos Días, como la Comunidad de Cristo, consideran que el Libro de Mormón es consistente con el trinitarismo. Algunos académicos también han sugerido que la perspectiva de Jesús presente en el Libro de Mormón también es consistente, o quizás fundamentalmente consistente, con el modalismo monoteísta.

### Enseñanzas de mediados y finales de la década de 1830
En 1835 Joseph Smith, con la participación de Sidney Rigdon, enseñó públicamente la idea de que Jesucristo y Dios Padre eran dos seres separados. En las Conferencias Sobre la Fe, que se habían enseñado en 1834 a la Escuela de los Profetas, se presentaron las siguientes doctrinas:
1. Que la Divinidad (en inglés Godhead) consiste en Padre, Hijo y Espíritu Santo (5: 1c);
2. Que hay dos «personajes», el Padre y el Hijo, que constituyen el «poder supremo sobre todas las cosas» (5: 2a, sección de preguntas y respuestas);
3. Que el Padre es un «personaje de espíritu, gloria y poder» (5: 2c);
4. Que el Hijo es un «personaje de tabernáculo» (5: 2d) que «posee la misma mente con el Padre, cuya Mente es el Espíritu Santo» (5: 2j, k);
5. Que el Padre, el Hijo y el Espíritu Santo constituyen el «poder supremo sobre todas las cosas» (5: 2l);
6. Que «ellos tres constituyen la Divinidad y son uno: el Padre y el Hijo poseedores de la misma mente, la misma sabiduría, gloria, poder y plenitud» (5: 2m);
7. Que el Hijo está «lleno de la plenitud de la Mente del Padre, o en otras palabras, del Espíritu del Padre» (5: 2o).

Las Conferencias Sobre la Fe se incluyeron como parte de Doctrina y Convenios de 1835. Eventualmente, fueron eliminadas de Doctrina y Convenios por la Iglesia SUD y la Comunidad de Cristo con el argumento de que la iglesia nunca los había aceptado explícitamente como canon. La mayoría de los Santos de los Últimos Días modernos no aceptan la idea de una Divinidad de dos «personajes», en la que el Padre es un espíritu y el Espíritu Santo es la «mente» compartida del Padre y el Hijo. Más aún, muchos apologistas miembros de la Iglesia de Jesucristo de los Santos de los Últimos Días proponen una lectura de las Conferencias Sobre la Fe que es consistente con las doctrinas anteriores o posteriores de Smith, al poner varios matices en el significado del término personaje tal como se usa en las Conferencias.
En 1838, Smith publicó una narración de su Primera Visión, en la que describió haber visto tanto a Dios Padre como a un Jesucristo aparte, de apariencia similar entre sí.

### Enseñanzas en la década de 1840
En la ceremonia de investidura, presentada por primera vez por Smith en 1842, el nombre «Elohim» se usa para referirse a Dios Padre. «Jehová» se usa para referirse al Jesús premortal.
Más tarde Smith comenzó a describir en mayor detalle en sermones públicos lo que él afirmaba que era la verdadera naturaleza de la Divinidad. En 1843 Smith ofreció su descripción pública final de la Divinidad antes de su muerte, en la que describió a Dios Padre como poseedor de un cuerpo físico, y al Espíritu Santo, también, como un personaje distinto: «El Padre tiene un cuerpo de carne y huesos tan tangibles como los de un hombre; el Hijo también; pero el Espíritu Santo no tiene un cuerpo de carne y hueso, sino que es un personaje del Espíritu. Si no fuera así, el Espíritu Santo no podría morar en nosotros». A pesar de que esta cita está incluida en las escrituras canónicas de los SUD, algunos escépticos cuestionan su autenticidad, particularmente en lo referido a que el Espíritu Santo habita en nosotros, ya que no era consistente con las palabras usadas en manuscrito fuente sobre el Espíritu Santo y pasó por varias revisiones y modificaciones antes de llegar a este forma definitiva.
Durante este período, Smith también introdujo una teología que podría sustentar la existencia de una Madre celestial. La fuente principal de esta teología es el sermón que pronunció en el funeral de King Follett (comúnmente llamado Discurso del funeral de King Follett). La Iglesia SUD cree que existe una Madre celestial, pero se admite o conoce muy poco aparte de su existencia o naturaleza o el número de Madres celestiales, en tanto los primeros líderes SUD enseñaron que estaba «claramente demostrado que Dios Padre tenía una pluralidad de esposas».
Lorenzo Snow resumió sucintamente otra porción de la doctrina explicada en el Discurso del funeral de King Follett usando un pareado: «Como el hombre ahora es, Dios una vez fue: / Como Dios ahora es, el hombre puede ser». Esta afirmación sostiene la idea de que Dios el Padre tuvo un desarrollo similar al hombre y que las personas pueden llegar a ser exaltados y tener una gloria como la de Dios. Esta idea surge de la doctrina del Plan de Salvación originalmente mencionada en la biblia como el propósito y obra de Dios para todos sus hijos. El libro de Mormón enseña que por medio del evangelio de Jesucristo, todas las personas pueden regresar a la presencia de Dios y cumplir con el objetivo del Plan de Salvación.

## Enseñanzas denominacionales

### La Iglesia de Jesucristo de los Santos de los Últimos Días
La Iglesia de Jesucristo de los Santos de los Últimos Días (Iglesia SUD) sostiene que el Padre y el Hijo tienen cuerpos físicos glorificados, mientras que el Espíritu Santo solo tiene un cuerpo espiritual.
Los líderes y los textos bíblicos de la Iglesia SUD afirman una creencia en la Santísima Trinidad pero usan la palabra «Divinidad» (un término usado por el apóstol Pablo en Hechos 17:29; Romanos 1:20 y Colosenses 2: 9) para distinguir su propia creencia de que la unidad de la Trinidad se relaciona con todos los atributos, excepto una unidad física de seres. Los miembros de la iglesia creen que «el Padre tiene un cuerpo de carne y huesos tan tangible como el de un hombre; el Hijo también; pero el Espíritu Santo no tiene un cuerpo de carne y huesos, sino que es un personaje del Espíritu».

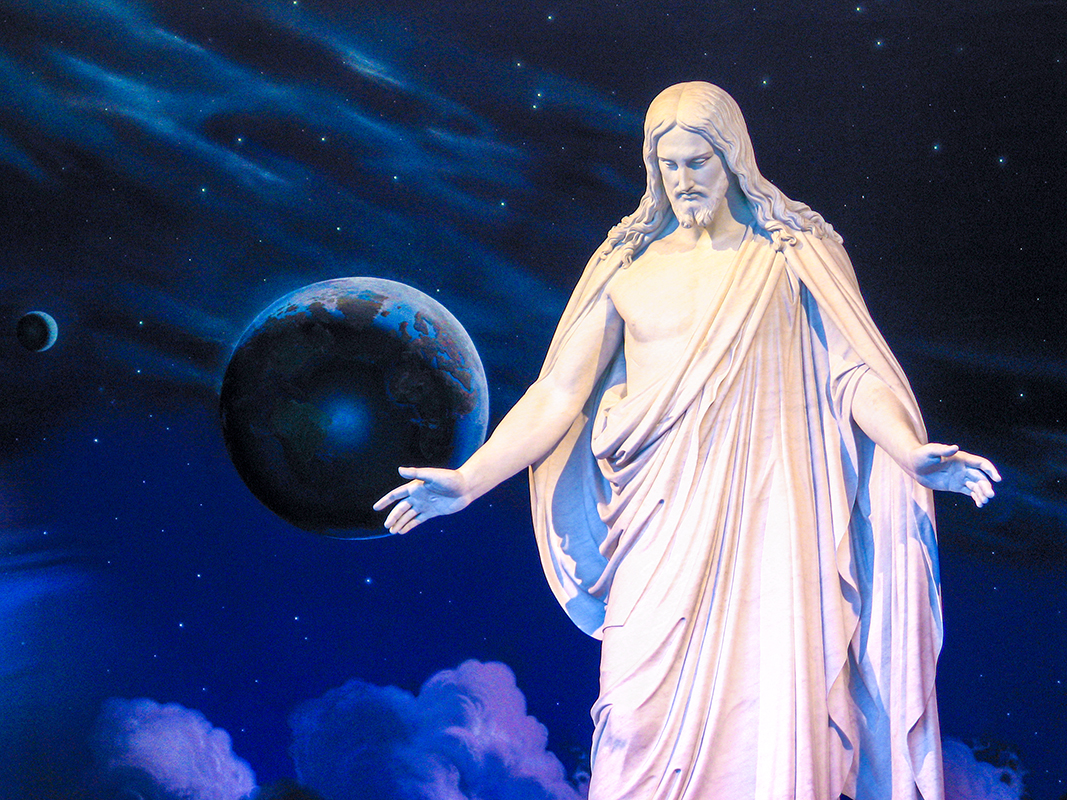
Los Santos de los Últimos Días creen en Jesucristo resucitado, como se muestra en la estatua de Cristo en el Centro de Visitantes del Norte en Temple Square en Salt Lake City

Esta teología es consistente con el relato de 1838 de Smith de la Primera Visión (publicada como parte de la Perla de Gran Precio), la cual cuenta que Smith tuvo una visión de «dos personajes», el Padre y el Hijo. Críticos mormones ven este relato de 1838 con escepticismo, porque los primeros relatos de Smith de la Primera Visión no se referían a la presencia de dos seres. La iglesia también enseña que su teología es consistente con el relato bíblico del bautismo de Jesús que menciona las señales del Padre y del Espíritu Santo, que la denominación interpreta como una indicación de que estas dos personas tienen una sustancia distinta de la de Jesús.
Smith enseñó que hay una Divinidad (en inglés, Godhead) y que los humanos pueden tener un lugar como coherederos con Cristo, a través de la gracia, si siguen las leyes y ordenanzas del Evangelio. Este proceso de exaltación significa literalmente que los humanos pueden llegar a ser verdaderos y plenos coherederos con Jesús y pueden, si se demuestra que son dignos, heredar todo lo que él hereda. Los líderes han enseñado que Dios es infinitamente amoroso, aunque su amor «no se puede caracterizar correctamente como incondicional». Si bien la humanidad tienen la capacidad de convertirse en dioses a través de la expiación de Jesús, estos seres exaltados permanecerán sujetos a Dios Padre eternamente y «siempre lo adorarán». Entre los resucitados, las almas justas reciben una gran gloria y retornan a vivir con Dios, perfeccionándose a través de la expiación de Cristo. Por lo tanto, «dios» es un término para referirse a un heredero del reino más elevado de Dios.
El fallecido presidente de la Iglesia SUD, Gordon B. Hinckley, ofreció una declaración en la que reafirmó las enseñanzas de la iglesia con respecto a la individualidad distinta y la perfecta unidad del Padre, el Hijo y el Espíritu Santo.

### Comunidad de Cristo
La Comunidad de Cristo (anteriormente la Iglesia Reorganizada de Jesucristo de los Santos de los Últimos Días) afirma la doctrina de la trinidad. La trinidad se describe en la Comunidad de Cristo como un «Dios viviente que se encuentra con nosotros en el testimonio de Israel, se revela en Jesucristo y se mueve a través de toda la creación como el Espíritu Santo ... [una] comunidad de tres personas». Esta creencia es inconsistente con las primeras versiones del texto del Libro de Mormón y los relatos de la Primera Visión. 

### Fundamentalismo mormón
Los fundamentalistas mormones buscan retener la teología y la práctica mormona tal como existía a fines del siglo XIX. Donde se cree que pueden llegar a ser dioses como el dios el padre si le sirven.

## Pluralidad de dioses
Los Santos de los Últimos Días creen en un ciclo eterno donde los hijos de Dios viven en Su presencia, continúan como familias, se convierten en dioses (apoteosis), crean mundos, y tienen hijos espirituales sobre los cuales habrán de gobernar. Esto se llama comúnmente exaltación dentro de la Iglesia SUD. Líderes de la iglesia han enseñado que Dios Padre (Elohím) fue alguna vez un humano mortal con su propio Dios, y que los seres humanos son «dioses en embrión». Si bien el mormonismo proclama la existencia de muchos dioses, no aboga por su adoración además del Dios de la Tierra. El fundador de la Iglesia, Joseph Smith, enseñó, y los mormones creen, que todas las personas son hijos de Dios. Smith declaró además en el discurso del funeral de King Follett que Dios era el hijo de un Padre, sugiriendo un ciclo que continúa por la eternidad. Otros líderes más modernos, así como publicaciones de la Iglesia, han enseñado doctrinas similares.
Al abordar este problema, el expresidente de la iglesia Gordon B. Hinckley, señaló que la iglesia cree que los hombres puede llegar a ser como dioses, y que el crecimiento, el aprendizaje y la obtención de inteligencia son principios eternos, motivo por el cual la educación es importante para los miembros de la Iglesia SUD.